# Muhammad Yasir
Muhammad Yasir (* 1. Mai 1998) ist ein pakistanischer Leichtathlet, der sich auf den Speerwurf spezialisiert hat.

## Sportliche Laufbahn
Erste internationale Erfahrungen sammelte Muhammad Yasir im Jahr 2016, als er bei den Juniorenasienmeisterschaften in der Ho-Chi-Minh-Stadt mit einer Weite von 67,02 m den sechsten Platz belegte. Im Jahr darauf gelangte er bei den Islamic Solidarity Games in Baku mit 65,20 m auf den achten Platz und schied anschließend bei der Sommer-Universiade in Taipeh mit 66,79 m in der Qualifikationsrunde aus. 2023 gewann er dann bei den Asienmeisterschaften in Bangkok mit neuer Bestleistung von 79,93 m die Bronzemedaille hinter dem Japaner Genki Dean und D. P. Manu aus Indien. Im Oktober belegte er bei den Asienspielen in Hangzhou mit 78,13 m den vierten Platz. 2025 belegte er bei den Asienmeisterschaften in Gumi mit 75,39 m Rang acht.